# Exochus kuslitzkyi
Exochus kuslitzkyi är en stekelart som beskrevs av Valentina I. Tolkanitz 2003. Exochus kuslitzkyi ingår i släktet Exochus och familjen brokparasitsteklar. Inga underarter finns listade i Catalogue of Life.